# Barbara Chiappini

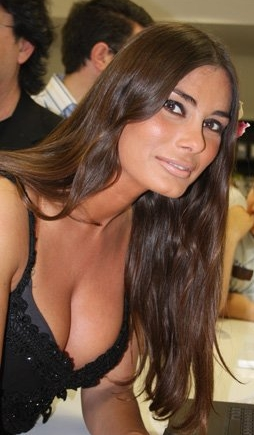
Barbara Chiappini

Barbara Chiappini (* 2. November 1974 in Piacenza, Italien) ist ein italienisches Fotomodell und Schauspielerin.

## Leben
Die in Piacenza geborene Chiappini studierte vier Jahre lang Violine am Konservatorium ihrer Stadt. 1993 gewann sie den Schönheitswettbewerb „Eine Italienerin als die Miss World“ und nahm anschließend am Miss-World-Wettbewerb teil, wo sie den Titel „Miss Photogenic“ gewann. Im selben Jahr gab sie ihr Fernsehdebüt als Stammgast in der Varietéshow Buona Domenica. Sie war auf Foto-Comics aktiv und erschien in drei sexy Kalendern in den Jahren 2002, 2003 und 2004. Später nahm sie an der Seifenoper Un posto al sole und an der ersten Ausgabe der Raidue-Reality-Show L'Isola dei Famosi teil. Auch in Filmen, TV-Serien und auf der Bühne ist sie aktiv.

## Theater
- Molto rumore per nulla, von William Shakespeare unter der Regie von Domenico Pantano (2005)
- Per... Il solito vizietto von Maria Teresa Augugliaro unter der Regie von  Antonello Capodici (2005–2006)
- Canto di Natale von Charles Dickens unter der Regie von Francesco Martinelli (2006)
- Cari bugiardi von Alan Ayckbourn unter der Regie von Carlo Alighiero (2007)
- Nel momento giusto nel posto sbagliato, Werk und Regie: Ciro Ceruti (2007–2008)
- 24 dicembre von Bruno Tabacchini e Ciro Villano unter der Regie von Maurizio Casagrande (2008)
- Due letti per un marito, Werk und Regie: Guido Palligianio (2009–2010)

## Filmografie

### Kino
- Paparazzi, regia di Neri Parenti (1998)
- T'amo e t'amerò, regia di Ninì Grassia (1999)
- Vento di primavera – Innamorarsi a Monopoli, regia di Franco Salvia (2001)
- Come sinfonia, regia di Ninì Grassia (2002)
- Il latitante, regia di Ninì Grassia (2003)

### Fernsehen
- Buona Domenica (Canale 5, 1993) – (Valletta)
- Studio Tappa (Italia 1, 1994) – (Valletta)
- Nati per vincere (Italia 1, 1995) – (Co-conduttrice)
- Cinema sotto le stelle (Italia 1, 1996)
- TG Rosa (Odeon TV, 1998)
- Number Two (Canale 34 Telenapoli, 1999–2000)
- Domenica In (Rai 1, 2000–2001) – (Co-conduttrice)
- Fornelli d’Italia (Rete 4, 2002) – (Inviata)
- Vivere meglio (Rete 4, 2002–2003) – (Co-conduttrice)
- 44º Festival di Castrocaro (Rai 1, 2003) (Co-conduttrice)
- Sognando Hollywood (Rai 1, 2003)
- L'isola dei famosi (Rai 2, 2003) – (Concorrente)
- Derby del cuore (Rai 2, 2004–2005) – (Inviata)
- Insabbiati (Rai 2, 2004)
- Buon Anno Italia (Rai 1, 2005)
- Gran galà della Croce Rossa Italiana (Rai 2, 2005)
- Tintarella di luna (Rai 2, 2006–2007)
- Stelle emergenti (Rai 2, 2006)
- Un mondo di Natale (Rai 2, 2006)
- Capodanno – La notte degli angeli (Rai 1, 2005)
- Capodanno Italiano (Rai 1, 2006)
- Festival Show (Canale Italia, 2007)
- Fritto, che passione! (Alice, 2008)
- Prima colazione (Rai 2, 2009–2010)
- Camper Magazine (Sky e televisioni locali, 2009–2013)
- Sacra rappresentazione della Passione di Sezze (Lazio TV, 2011)